# 莱瓦 (拉里奥哈自治区)
莱瓦，是西班牙拉里奥哈自治区的一个市镇。总面积13平方公里，总人口253人（2001年），人口密度19人/平方公里。